# Araks (Armawir)
Araks – wieś w Armenii, w prowincji Armawir. W 2011 roku liczyła 1651 mieszkańców.